# جيرارد باركر
جيرارد باركر (بالإنجليزية: Gerard Parker)‏ هو سياسي أمريكي، ولد في 24 يوليو 1936، وتوفي في 1 ديسمبر 2012.